# Cellule ad aspetto a occhio di civetta

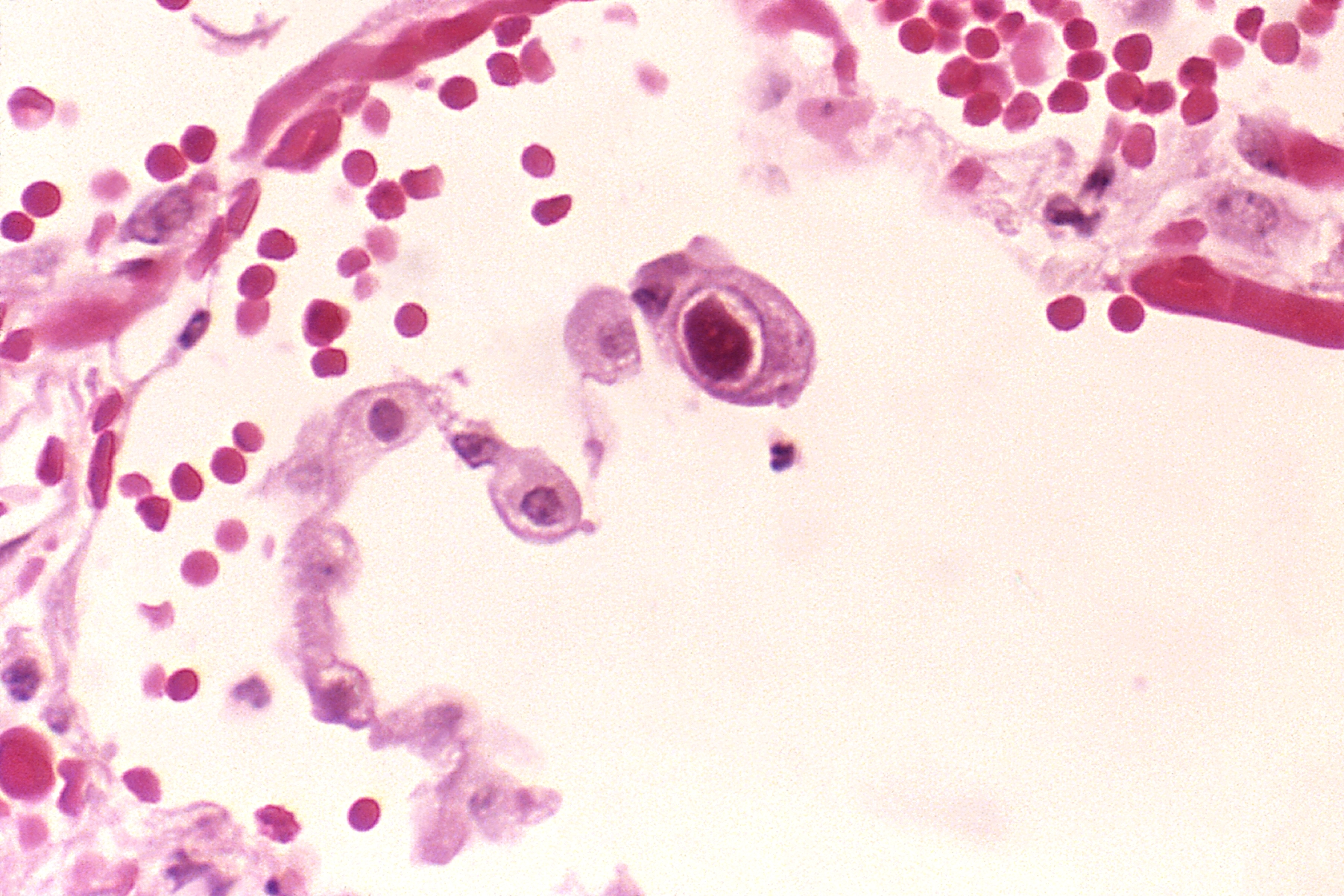
Infezione da CMV di uno pneumocita che mostra l'aspetto a occhio di civetta al centro della cellula

L'aspetto a occhio di civetta è un pattern in istopatologia e radiologia e può riferirsi a:
- Aspetto a occhio di civetta per via di corpi inclusi , altamente specifico per un'infezione da Cytomegalovirus.[1]
- Nucleo ad aspetto di occhi di civetta - un riscontro delle cellule di Reed-Sternberg in individui con Linfoma di Hodgkin.
- Aspetto ad occhi di civetta del Nucleo Lentiforme appartenente ai gangli della base in una scansione TC della testa in individui con ipossia cerebrale.[2]